# 벨트레슬링

벨트레슬링(Belt wrestling)은 민속레슬링 가운데 벨트를 차고 하는 레슬링을 말한다. 한국에서는 씨름의 샅바 뿐 아니라 스모의 벨트도 샅바라고 한다.

## 종류
- 씨름
- 스모